# Xã Mount Pleasant, Quận Adams, Pennsylvania
Xã Mount Pleasant (tiếng Anh: Mount Pleasant Township) là một xã thuộc quận Adams, tiểu bang Pennsylvania, Hoa Kỳ. Năm 2010, dân số của xã này là 4.693 người.